# Phalacrocarpum hoffmannseggii
Phalacrocarpum hoffmannseggii é uma espécie de planta com flor pertencente à família Asteraceae. 
A autoridade científica da espécie é (Samp.) M. Laínz, tendo sido publicada em Bol. Inst. Estud. Asturianos, Supl. Ci. 1: 34. 1960.

## Portugal
Trata-se de uma espécie presente no território português, nomeadamente em Portugal Continental.
Em termos de naturalidade é endémica da Península Ibérica.

## Protecção
Não se encontra protegida por legislação portuguesa ou da Comunidade Europeia.